# Meister der Möschenfelder Ottilienlegende
Meister der Möschenfelder Ottilienlegende ist der Notname für einen Maler, der um 1490 in Südbayern tätig war. Aus seiner Hand stammen die acht an der Empore der Sankt-Ottilien-Kirche in Möschenfeld (Gemeinde Grasbrunn in Oberbayern) angebrachten Tafeln mit Szenen aus der Legende der heiligen Ottilie (untere Reihe: Geburt der Heiligen, Taufe, vergebliche Aussöhnung mit dem Vater, Gebet für den verstorbenen Vater; obere Reihe: Ermahnung der Mitschwestern zum Gebet, Auffindung der toten Ottilie, Auferweckung und Empfang der Sterbesakramente, Öffnung des Grabs der Amme). Der Maler ist dem Umkreis der „zweiten Münchner Malerschule“ mit Gabriel Mälesskircher zuzurechnen.